# BadComedian
BadComedian (настоящее имя — Евге́ний Влади́мирович Баже́нов; род. 24 мая 1991, Стерлитамак, Башкирская ССР — Башкортостан, РСФСР, СССР) — российский видеоблогер, обозреватель кинофильмов, актёр кино и дубляжа.
BadComedian — это псевдоним Евгения Баженова и название его основного канала на YouTube. Создаёт критические обзоры, в основном, российских фильмов, реже — зарубежных. Часто подвергал критике комедии Жоры Крыжовникова и кинокомпании Enjoy Movies, а также фильмы с участием Александра Невского, Данилы Козловского и Ренни Харлина. До 2016 года публиковал и положительные обзоры на отдельном канале «EvgenComedian».
Сотрудничал с интернет-телеканалом CarambaTV, телеканалами «Россия 24» и «Перец».
По мнению ряда СМИ, BadComedian — «главный кинокритик российского YouTube».

## Биография
Родился 24 мая 1991 года в Стерлитамаке, Башкирская ССР — Башкортостан, в русской семье, имеет украинские корни. В возрасте 12 лет вместе с родителями переехал в город Дедовск Московской области. Проживает в посёлке городского типа Нахабино Московской области.
В 2013 году окончил факультет коммерции и маркетинга РГТЭУ (в 2012—2014 годах вуз реорганизован и объединён с РЭУ имени Г. В. Плеханова) по специальности «маркетолог». Тема диплома — вирусные видео. Во время учёбы с августа 2012 по сентябрь 2013 года работал редактором в пятиминутном дайджесте «Вести. События недели» на канале «Россия 24», читал текст за кадром. Канал BadComedian появился на YouTube в тот момент, когда Евгений Баженов учился на третьем курсе. Первый обзор был опубликован на YouTube 28 марта 2011 года. В своём творчестве Евгений ориентировался на американских кинообозревателей Nostalgia Critic и The Spoony Experiment.
В 2013—2014 и 2017 годах гастролировал с выступлениями в жанре стендап. Параллельно вёл шоу на аналогичную тематику «ПроStandUp» на CarambaTV.
С 11 по 25 апреля 2014 года на телеканале «Перец» перед трансляцией индийских фильмов из линейки «Новый азиатский экшен» выходили короткие обзоры этих фильмов (3 выпуска). Сам Евгений был недоволен условиями канала — он не мог сам выбрать фильм для обзора, а продолжительность телеверсии его шоу была сокращена до 5 минут. С 29 ноября 2014 по 21 февраля 2015 года Баженов совместно с Иваном Макаревичем и Максимом Голополосовым вёл программу «Герои интернета» на этом же телеканале.
Благодаря Баженову в России вышел в прокат авторский фильм актёра Зака Браффа «Хотел бы я быть здесь». В знак благодарности Брафф предложил ему озвучить главного героя в русском дубляже.
В 2016 году был членом жюри проекта по развитию регионального кино «CAST» в направлении «Киноактёр». В 2017 году был одним из судей на кроссовере баттл-рэп площадок Versus Battle и #SLOVOSPB. В частности, BadComedian судил рэп-баттл между Оксимироном и Гнойным, в котором отдал свой голос за последнего.
В 2015—2017 годах выходил проект «BadTrip» («RoadBlog»), в котором Баженов путешествовал по местам в США, где были сняты известные голливудские фильмы и сериалы.
22 декабря 2024 года BadComedian выпустил видео, в котором раскритиковал работу соцсети «ВКонтакте» с производителями контента и объявил, что его группа в ней прекращает работу.

### Личная жизнь
Встречается с видеоблогером Катей Клэп. В январе 2021 года стало известно об их помолвке.

## Создание обзоров

### Команда и производство
В интервью изданию «РБК Стиль» в 2020 году Евгений рассказал, что в команду, кроме него самого, входит специалист по спецэффектам, два оператора и человек, изготавливающий превью к роликам. Нет агента или менеджера, который бы занимался организационными задачами, поскольку предыдущие попытки нанять такого человека оказались неудачными.
На вопрос о стоимости производства Баженов указал, что обзор фильма «Терминатор: Тёмные судьбы» — «билеты до Ростова-на-Дону и обратно на четверых, еда, эффекты, превью, ещё что-то» — обошёлся чуть больше 100 тыс. руб.

### Реакции на обзоры

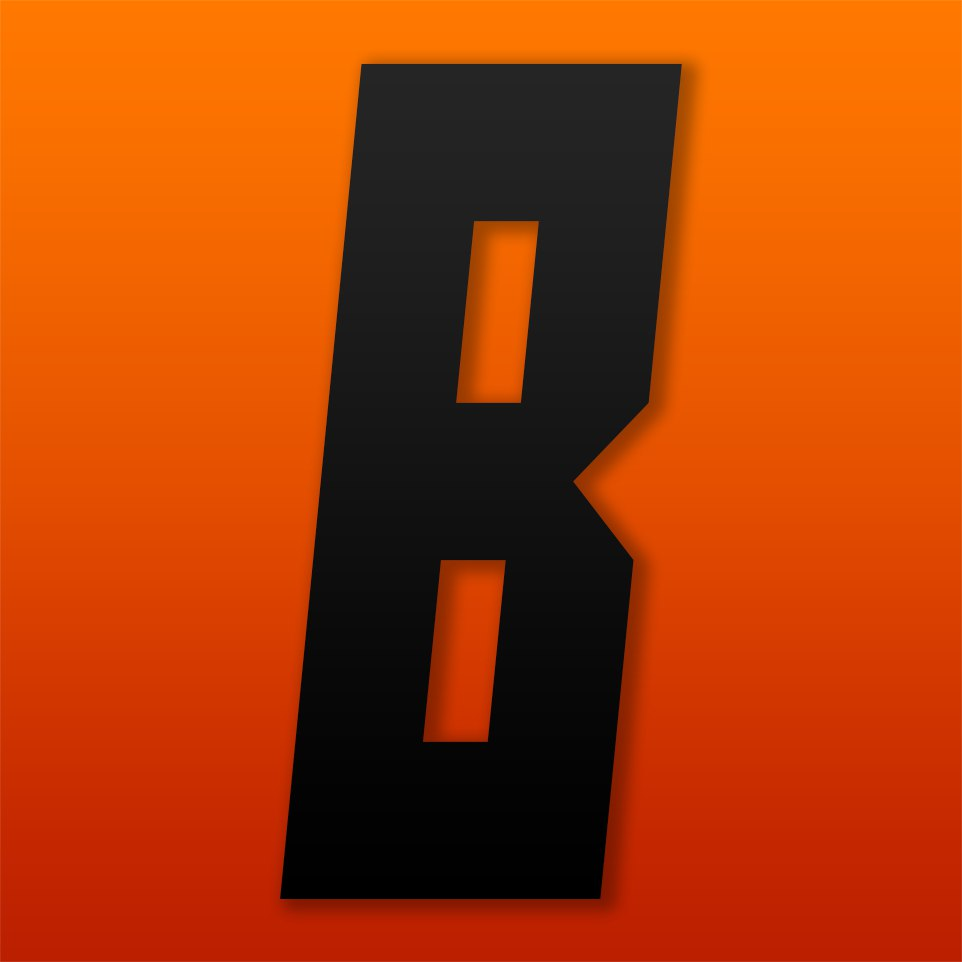
Логотип YouTube-канала BadComedian

Есть примеры положительной реакции от авторов и актёров фильмов. Так, рэпер Баста в 2016 году положительно отозвался о критическом обзоре его фильма «Газгольдер», певец Алексей Воробьёв в 2013 году похвалил обзор фильма «Сокровища О. К.» с его участием, а актёр и комик Денис Косяков снялся в негативном обзоре Евгения, посвящённом фильму «Женщины против мужчин» (в нём Денис сыграл одну из главных ролей).
Сам Баженов отмечал, что ему нравится творчество режиссёров Юрия Быкова, Виктора Шамирова, Романа Каримова, Евгения Шелякина и Алексея Балабанова. Юрий Быков, в свою очередь, признался в интервью канала «вДудь», что положительный обзор Баженова его фильма «Дурак» способствовал повышению спроса на него в кинотеатрах, и поблагодарил блогера.
Блогер и публицист Дмитрий Пучков (Goblin) симпатизирует Баженову, считает его «весёлым и толковым», отмечает его трудоспособность и «удивительно глубокие» для его возраста «взгляды на жизнь». Обзоры Евгения ему импонировали с самого начала, с выпуска о новых «Утомлённых солнцем». По словам РБК, Пучков и Баженов «близки по политическим взглядам, их объединяет любовь к истории».
Кинокритик Алексей Экслер в 2015 году отметил творческий рост Баженова и похвалил за умеренное использование обсценной лексики в обзорах. Арташес Андреасян, брат режиссёра Сарика Андреасяна и один из основателей кинокомпании Enjoy Movies, обзоры фильмов которой зачастую делает BadComedian, признавал в Facebook в 2017 году, что обзоры Баженова могли бы собирать больше денег в кинопрокате, чем большинство российских фильмов, и что «у этого человека зрителей больше, чем у всей индустрии».
Lenta.ru в 2018 году отметила, что «сегодня Баженова называют одним из самых влиятельных кинокритиков на YouTube, а каждый его обзор смотрят миллионы людей. Например, ролик про фильм „Крым“ посмотрели намного больше зрителей, чем саму кинокартину».
По мнению РБК, опубликованному в 2018 году, «уникальность Баженова как блогера ещё и в его принципиальной позиции: вот уже семь лет он строит персональный бренд как некоммерческий продукт. <…> Результат щепетильного отношения к своей репутации — небывало высокий кредит доверия со стороны зрителей, которые под влиянием обзоров BadComedian нередко обрушивают или, напротив, поднимают рейтинги фильмов на популярных порталах».
Кинокритик «Новой газеты» Егор Москвитин в 2019 году отметил: «Мне нравится творчество BadComedian как минимум потому, что столь едкая сатира — в это хочется верить! — приучает российских кинематографистов к минимальной производственной дисциплине. Потому что он высмеивает те недостатки сценария, продакшна и актёрской игры, которых всегда можно избежать, если относиться к своей работе ответственно, а к зрителю — с уважением».
В 2019 году режиссёр Тимур Бекмамбетов сказал, что 90 % людей, которые смотрят обзоры Баженова, не смотрят сами фильмы. При этом Бекмамбетов подчеркнул, что не обижается на пародии в исполнении Баженова.
«Новая газета» в 2019 году утверждала, что «с любыми заявлениями Баженова приходится считаться: у него около 4 миллионов подписчиков, его ролики посмотрели более 600 миллионов раз».
В 2013 году выход ролика с критическим обзором игры Company of Heroes 2, в котором Баженов назвал её «игрой от нацистов», способствовал остановке продажи игры в России. Англоязычная версия ролика вызвала бурное обсуждение в западном игровом сообществе. Были опубликованы статьи в Polygon, GameSpot, VideoGamer.com и других западных изданиях.
- «Цельнометаллическая оболочка»

В 2014 году режиссёр Максим Воронков снял фильм «Кавказская пленница!» — ремейк комедии Леонида Гайдая 1966 года. Фильм получил шквал отрицательных отзывов. «Новая газета» отмечает, что «после совершенно уничижительных характеристик Баженова вроде „Это эпитафия карьере всех участвующих“ или „Технологии сделали шаг вперёд, российское кино сделало надгробие“ и личного обращения к Владимиру Мединскому в Минкульте пообещали, что больше денег режиссёру „Кавказской пленницы!“ Максиму Воронкову никто не даст. С тех пор рейтинг фильмов Воронкова на „КиноПоиске“ — один из самых низких».
Публикация в 2017 году критического обзора фильма «Взломать блогеров», в котором BadComedian раскритиковал работу «Фонда кино» на предмет эффективности, вызвала широкий резонанс в СМИ, после чего министр культуры РФ Владимир Мединский назвал фильм «творческой неудачей», а руководство «Фонда кино» заявило о проведении расследования относительно целесообразности спонсирования фильма. Представители студии «Базелевс» после выхода обзора назвали Баженова «недоброжелателем российской киноиндустрии».
31 мая 2018 года BadComedian опубликовал обзор фильма «Движение вверх», длительностью больше самого фильма. За ночь видеоролик собрал около миллиона просмотров и даже повлиял на рейтинги картины: из-за спровоцированных роликом массовых оценок фильм опустился на тридцать пунктов в рейтинге лучших фильмов сервиса «КиноПоиск», а затем и вовсе исчез из топ-250. Российская журналистка и кинокритик Мария Кувшинова назвала ролик блогера «серьёзной работой с кучей использованной литературы и документальных источников» и высказала мнение, что Евгений Баженов проделал работу, которую, по идее, должны были сделать критики. Недовольство блогера вызвали в первую очередь плагиат фильма «Мираж на льду» (в другом переводе — «Чудо»), несоответствие показанного в фильме реальной истории, а также оскорбление родственников баскетболистов. Через неделю Евгений выпустил дополнительное видео, в котором ответил на критику обзора и объяснил действия фанатов. Начал ролик блогер с видеообращения Юрия Кондрашина, который от семьи покойного тренера сборной СССР по баскетболу Владимира Кондрашина поблагодарил Баженова за «отповедь клеветникам».
Определённую роль в популярности Баженова сыграл политический подтекст его видеороликов, из-за чего его относят к «левым»: в обзорах он критиковал приватизацию в 90-е и последствия распада СССР, социальную политику РФ, политику РФ в сфере культуры и использование государством кино для пропаганды и стремился «защищать правду о Советском Союзе (и особенно о периоде Второй мировой войны) от излишней критики». В ходе вторжения РФ на Украину, начавшегося в 2022 году, Баженов выпустил два политизированных обзора.

### Конфликт с кинокомпанией Kinodanz
3 июня 2019 года Евгений Баженов на своём основном канале выложил видео, где рассказал об иске, который в начале 2019 года подала на него кинокомпания Kinodanz (ООО «Киноданц»). Истец заявил, что в обзоре фэнтези-фильма «За гранью реальности» Баженов превысил «допустимый объём цитирования оригинального материала», а также обвинил критика в «порче репутации» и предъявил тому иск на один миллион рублей. Сам Баженов назвал это попыткой «цензурировать критику» и сказал, что подумывает о закрытии канала, пока это не сделали за него. Отдельное внимание блогер обратил на то, что фильмы производства данной компании, на которые также были сделаны рецензии, финансируются Министерством культуры Российской Федерации.
Общественность очень живо отреагировала на ситуацию. Особо активные подписчики организовали петицию на сайте Change.org в защиту Баженова. В поддержку кинокритика также высказались известные люди, в том числе и те, чьё творчество было в разное время раскритиковано на канале BadComedian, среди них: продюсер Александр Роднянский, режиссёры Фёдор Бондарчук, Владимир Бортко и Сарик Андреасян, журналисты Юрий Дудь, Ксения Собчак, Тина Канделаки и Илья Варламов, актёр Гарик Харламов, рэпер Баста, депутаты Виталий Милонов и Николай Бондаренко, телеведущий Иван Ургант, писатель Сергей Минаев, блогер Дмитрий Пучков, комик Данила Поперечный, а также глава Роскомнадзора Александр Жаров и другие.
В Министерстве культуры Российской Федерации, комментируя ситуацию, отметили, что приветствуют «конструктивную кинокритику, которой не хватает в нашей стране», а также «не поддерживают никакие кинокомпании в судебных разбирательствах». Депутат Госдумы от КПРФ Валерий Рашкин направил генеральному прокурору депутатский запрос, в котором попросил проверить компанию Kinodanz на предмет соблюдения законодательства при выделении Минкультом средств данной кинокомпании.
5 июня 2019 года представитель ООО «Кей Ди Студиос» (новое название ООО «Киноданц») заявил, что компания готова пойти на мировое соглашение с блогером. Продюсер Евгений Мелентьев также посетовал, что «ситуация была вывернута в плоскость свободы слова», хотя иск являлся претензией на нарушение авторских прав и связанные с выходом обзора убытки, которые составляют гораздо больше, чем один миллион рублей. Отдельно было отмечено, что на производство фильма «За гранью реальности» Минкульт выделил 6 млн руб., что составляет 5 % от общего бюджета картины. Евгений Баженов позже прокомментировал данное заявление, назвав его ложью, так как ни одной попытки встретиться и мирно обсудить спорные вопросы кинокомпания не предпринимала. Представители Kinodanz в свою очередь обвинили блогера в давлении из-за того, что он вынес детали иска на публику, и отметили, что примирение теперь возможно только в публичном поле. По мнению Баженова, разглашение деталей этого конфликта и возникший по этому поводу резонанс позволит «спокойно рассчитывать на суд, который не будет под давлением, мифическим или реальным».
17 июня 2019 года представитель Баженова Сергей Панченко сообщил о том, что стороны достигли примирения, но условия соглашения не были разглашены. 24 июня 2019 года на судебном заседании был принят отказ ООО «Кей Ди Студиос» от иска, и Красногорским городским судом Московской области отказ был принят. Производство по гражданскому делу по иску ООО «Кей Ди Студиос» к Баженову (о прекращении нарушения прав путём удаления спорного видеоматериала и взыскании компенсации) было прекращено.

### Вторжение России на Украину
В 2022 году в ответ на вторжение России на Украину Баженов выпустил обзор «Российская vs. Украинская пропаганда в кино», выбрав для обзора российские телефильмы «Русский характер» и «Военный корреспондент», а также украинский сериал «Гвардия». До обзора блогер выпустил в Telegram несколько постов, осуждающих боевые действия, но прямо не осуждающие ни одну из сторон (в одном из которых обвинил в начале войны развал СССР, Горбачёва и элиту КПСС), а кроме того, сделал пожертвования на помощь мирным жителям Украины, ДНР и ЛНР. В обзоре не идёт речь о непосредственно вторжении, однако затрагивается война на Донбассе, которой и посвящены сериалы. Издание Meduza сделало «приблизительный пересказ» обзора BadComedian:

«Война началась по вине олигархов. Все войны происходят из-за денег и передела сфер влияния. Олигархи зарабатывают на войне, а простые люди только умирают. Чтобы люди шли на войну, их обрабатывают пропагандой — и медиахолдинги олигархов снимают кино, которое расчеловечивает врага и прославляет своих. Это одинаково плохое кино: и „Русский характер“ с „Военным корреспондентом“ от НТВ, и сериал „Гвардия“ от украинского телеканала „2+2“. Свои там всегда хорошие, чужие — всегда плохие. За что они воюют, непонятно. Обработка пропагандой началась не в 2014 году: о возможной войне с Украиной говорили ещё в 1990-е. Тогда почти все бывшие советские республики перессорились с Россией и друг с другом. Везде появился национализм, а в Чечне началась война, на которой тоже заработали олигархи».
Обзор вызвал множество реакций — как положительных, так и негативных. В то время как часть зрителей похвалила ролик, другие пользователи обвинили Баженова в том, что он занял позицию «не всё так однозначно», которую критикуют противники вторжения, а кроме того, в ностальгии по СССР; Баженов опубликовал скриншот, на котором осуждение выразил и пользователь с Z на аватарке. «Не всё так однозначно» назвал позицию Баженова и Илья Варламов, а украинские каналы FreeДом и ТСН прямо выразили осуждение. Среди присоединившихся к критике были Юлия Латынина, Любовь Соболь и Александр Роднянский, назвавший Баженова «невежественной, обожающей СССР трусливой мразью», «поддержива<ющей> путинский дискурс» (на что Баженов ответил, что Роднянский сам снимал фильмы на государственный бюджет и поддерживал РФ в 2014 году). Положительно оценили обзор Борис Кагарлицкий и Максим Шевченко: по мнению Шевченко, «BadComedian… сделал серьёзный вклад в формирование будущего, в котором империализм (а, может быть, и капитализм в целом) будет восприниматься как зло и преступление против человечества», а Кагарлицкий написал, что «главной жертвой ролика является именно российская пропаганда», «удар» по которой роликом Баженова «оказывается, если и не смертельным, то крайне болезненным».
11 августа 2023 года Баженов выпустил новый обзор, где вновь прямо не выразил отношение ко вторжению, однако в котором, например, «Новая газета» увидела намёк на сходство идеологии путинизма и фашизма и на агрессивную внешнюю политику РФ. Для обзора был взят фильм «Мария. Спасти Москву», в котором по сюжету в битве за Москву победу Красной армии принесла чудотворная икона. Баженов смотрит на фильм в контексте всего «патриотического» российского кино и приходит к выводу, что государство через кино пропагандирует определённую идеологию, лицо которой — сторонник фашизма Иван Ильин. В ролике Баженов подробно рассказывает об идеологии Ильина и его отношении к фашизму и (в том числе и внешней) политике фашистских государств и находит прямые отсылки в речах политических и культурных лидеров страны к Ильину. Кроме того, Баженов говорит о политике Третьего рейха на оккупированных территориях и приёмах его пропаганды во время нападения на Польшу или СССР: представление войны как «оборонительной» или «превентивного удара», отказ называть войну войной и использование эвфемизмов для этого. Меньше чем за 20 часов обзор набрал 2 миллиона просмотров, а зрители выразили тревогу за дальнейшую судьбу Баженова, посоветовав ему эмигрировать из России.

## Критика
По словам Баженова в 2015 году, он получал угрозы подачи исков в суд от окружения артиста Михаила Галустяна, режиссёра Максима Воронкова и актёра Александра Невского после публикации обзоров их фильмов. Александр Невский назвал Баженова «хейтером», а Михаил Галустян заявил, что Баженов «оскорбляет личности, нарушает авторские права и высказывает неконструктивную критику».
Никита Михалков, который неоднократно становился объектом критики Баженова, в 2018 году назвал BadComedian «очень талантливым парнем», но конкретно в отношении обзоров добавил, что Баженов «ни хера не понял» в его фильмах. В интервью радиостанции «Говорит Москва» Баженов ответил Михалкову на его упрёк.

## Обзоры
| №      | Название обзора | Название фильма | Дата премьеры обзора          |
| ------ | --- | --- | ----------------------------- |
| 1      | «Индийский Кошмар на улице Вязов - Часть 1» «Индийский Кошмар на улице Вязов - Часть 2»                                             | «Махакаал» | 28 марта 2011                 |
| 2      | «Русский Кошмар на улице Вязов» | «Кешка и Фреди» | 4 апреля 2011                 |
| 3      | «Геи ниггеры из космоса - Gayniggers from Outer Space (Трэш)»                                                                       | «Геи-ниггеры из далёкого космоса» | 19 мая 2011                   |
| 4      | «Русский форсаж - Невский дрифт» | «Форсаж да Винчи» | 25 июня 2011                  |
| 5      | «Русский Рэмбо с Джигурдой. Часть 1» «Русский Рэмбо с Джигурдой. Часть 2»                                                           | «Супермен поневоле, или Эротический мутант» | 21 июля 2011                  |
| 6      | «Суперменеджер, или Мотыга судьбы»                                                                                                  | «Суперменеджер, или Мотыга судьбы» | 4 августа 2011                |
| 7      | «Ночь Бойца» | «Ночь бойца» | 18 августа 2011               |
| 8      | «ТОР. Трэш 2011 года» | «Могучий Тор» | 20 сентября 2011              |
| 9      | «Беременный (2011)» | «Беременный» | 5 октября 2011                |
| 10     | «ЛИФТ (Наш ответ фильмам «Куб» и «Пила»)»                                                                                           | «Лифт» | 20 октября 2011               |
| 11     | «Фобос Клуб Страха (ужасы от Бондарчука)»                                                                                           | «Фобос. Клуб страха» | 3 ноября 2011                 |
| 12     | «Лопухи (КВН Уездный Город+РУДН)»                                                                                                   | «ЛОпуХИ: Эпизод первый» | 17 ноября 2011                |
| 13     | «Мороз по Коже (ПРАВДА О РУССКИХ)»                                                                                                  | «Мороз по коже» | 8 декабря 2011                |
| 14     | «После Жизни» | «После жизни» | 22 декабря 2011               |
| 15     | «Я Кукла (Бои Без правил с ДОМОГАРОВЫМ)»                                                                                            | «Я — кукла» | 19 января 2012                |
| 16     | «Легенда острова Двид (300 спартанцев для детей)»                                                                                   | «Легенда острова Двид» | 6 февраля 2012                |
| 17     | «Реальная сказка от Безрукова» | «Реальная сказка» | 16 февраля 2012               |
| 18     | «Мужской сезон (Русский МегаБЛОКБАСТЕР)» «Муж. Сезон ЧАСТЬ 2 RUSSIAN COPS»                                                          | «Мужской сезон: Бархатная революция» | 1 марта 2012 8 марта 2012     |
| 19     | «ССД. Анфиса Чехова и Джейсон Вурхиз»                                                                                               | «С. С. Д.» | 22 марта 2012                 |
| 20     | «ЖАРА (9 рота с Тимати)» | «Жара» | 5 апреля 2012                 |
| 21     | «Тот ещё Карлосон! (Галустян убивает детство)» «Тот ещё Карлосон! (Галустян убил детство)»                                          | «Тот ещё Карлосон!» | 18 апреля 2012 26 апреля 2012 |
| 22     | «Утомлённые Солнцем 2: Предстояние (ЧАСТЬ 1)» «Утомлённые Солнцем 2: Предстояние (ЧАСТЬ 2)»                                         | «Утомлённые солнцем 2: Предстояние» | 9 мая 2012 11 мая 2012        |
| 23     | «Индийские Зловещие Мертвецы (Bach Ke Zara)»                                                                                        | «Злющие мертвецы» | 31 мая 2012                   |
| 24     | «Московская Жара (НАШ ОТВЕТ ШВАРЦУ)»                                                                                                | «Московская жара» | 15 июня 2012                  |
| 25     | «Приключения в тридесятом царстве Часть 1» «Приключения в тридесятом царстве Часть 2»                                               | «Приключения в Тридесятом царстве» | 2 июля 2012 9 июля 2012       |
| 26     | «Поцелуй сквозь стену» | «Поцелуй сквозь стену» | 23 июля 2012                  |
| 27     | «Дерзкое Дно (Лето, Паркур, Куценко, Любовь)»                                                                                       | «Дерзкие дни» | 6 августа 2012                |
| 28     | «Большая РЖАКА (Самый плохой фильм в мире)»                                                                                         | «Большая ржака» | 3 сентября 2012               |
| 29     | «Монстры (НАШ ОТВЕТ Чужим и Хищникам)»                                                                                              | «Монстры» | 17 сентября 2012              |
| 30     | «5 дней в Августе \ 5 Days Of War - Russian video review (Vol.1)» «5 дней в Августе \ 5 Days Of War - Russian video review (Vol.2)» | «5 дней в августе» | 1 октября 2012 9 октября 2012 |
| 31     | «Москва 2017 (Самый бредовый фильм в мире)»                                                                                         | «Москва 2017» | 17 октября 2012               |
| 32     | «V центурия (НАШ ОТВЕТ ИНДИАНЕ ДЖОНСУ)»                                                                                             | «V Центурия. В поисках зачарованных сокровищ» | 5 ноября 2012                 |
| 33     | «Сказка Есть (НЕ ДЛЯ ДЕТЕЙ)» | «Сказка. Есть» | 20 ноября 2012                |
| 34     | «СПАРТАкиада (Новогодний Обзор)» | «Спартакиада. Локальное потепление» | 3 декабря 2012                |
| 35     | «Ирония судьбы 2 Продолжение (Новогодний Обзор)»                                                                                    | «Ирония судьбы. Продолжение» | 24 декабря 2012               |
| 36     | «Юбилей Прокурора (Новогодний Кокшенов)»                                                                                            | «Юбилей прокурора» | 31 декабря 2012               |
| 37     | «Бригада 2 НАСЛЕДНИК (обзор на сиквел)»                                                                                             | «Бригада: Наследник» | 21 января 2013                |
| 38     | «Уланская баллада (Мушкетёры карибского моря)»                                                                                      | «1812: Уланская баллада» | 9 февраля 2013                |
| 39     | «Джентльмены удачи 2 (Обзор)» | «Джентльмены, удачи!» | 19 февраля 2013               |
| 40     | «Ведьма (ВИЙ) ПЕРВЫЙ РОССИЙСКИЙ УЖАСТИК»                                                                                            | «Ведьма» | 25 марта 2013                 |
| 41     | «Билет на Vegas» | «Билет на Vegas» | 4 марта 2013                  |
| 42     | «Искатели приключений 3D» | «Искатели приключений» | 8 апреля 2013                 |
| 43     | «Индийский Коммандос (ОТВЕТ Шварцу)»                                                                                                | «Коммандос» | 29 апреля 2013                |
| 44     | «Утомлённые Солнцем 2: ЦИТАДЕЛЬ (ЧАСТЬ 1)» «Утомлённые Солнцем 2: ЦИТАДЕЛЬ (ЧАСТЬ 2)»                                               | «Утомлённые солнцем 2: Цитадель» | 9 мая 2013 10 мая 2013        |
| 45     | «О чем молчат девушки (Секс в большом городе по-русски)»                                                                            | «О чём молчат девушки» | 3 июня 2013                   |
| 46     | «Крепкий орешек 5 - Хороший день чтобы умереть»                                                                                     | «Крепкий орешек: Хороший день, чтобы умереть» | 24 июня 2013                  |
| 47     | «Сокровища ОК (обзор) Воробьёв и Кожевникова»                                                                                       | «Сокровища О. К.» | 15 июля 2013                  |
| —      | «Why Russians Hate Company of Heroes 2»                                                                                             | «Company of Heroes 2» | 1 августа 2013                |
| 48     | «Человек с бульвара КапуциноК (Сиквел)»                                                                                             | «Человек с бульвара Капуцинок» | 9 сентября 2013               |
| 49     | «Zомби каникулы 3D (Наш ответ Голливуду)»                                                                                           | «Zомби каникулы» | 23 сентября 2013              |
| 50     | «После нашей эры (AFTER EARTH)» | «После нашей эры» | 30 сентября 2013              |
| 51     | «Белый Лебедь (Assassins run)» | «Белый лебедь» | 21 октября 2013               |
| 52     | «Убийство в Вегасе (НЕВСКИЙ)» | «Убийство в Вегасе» | 4 ноября 2013                 |
| 53     | «Крэйк (ИГРЫ ЗЛО)» | «Крэйк» | 11 ноября 2013                |
| 54     | «Индийский БОЛЬШОЙ КУШ» | «Полный финиш» | 9 декабря 2013                |
| 55     | «Щелкунчик (Сказка, волшебство, нацисты)»                                                                                           | «Щелкунчик и Крысиный Король» | 6 января 2014                 |
| 56     | «Одноклассники.ru НаКликай удачу»                                                                                                   | «Одноклассники.ru: НаCLICKай удачу» | 27 января 2014                |
| 57     | «Темный мир РАВНОВЕСИЕ» | «Тёмный мир: Равновесие» | 24 февраля 2014               |
| 58     | «Сталинград: Они сражались за Катю»                                                                                                 | «Сталинград» | 10 марта 2014                 |
| 59     | «Друзья Друзей (ОБЗОР)» | «Друзья друзей» | 24 марта 2014                 |
| 60     | «НЕреальная Любовь (как стать ТП:пособие)»                                                                                          | «Нереальная любовь» | 7 апреля 2014                 |
| —      | «Робот» | «Робот» | 11 апреля 2014                |
| 61     | «Горько (ОТКРЫТИЕ ГОДА)» | «Горько!» | 14 апреля 2014                |
| —      | «Настоящие чувства» | «Байкеры 2: Настоящие чувства» | 18 апреля 2014                |
| —      | «Случайный доступ» | «Случайный доступ» | 25 апреля 2014                |
| 62     | «Залётчики (Худший фильм 2014 года)»                                                                                                | «Залётчики» | 26 мая 2014                   |
| 63     | «ГЕРАКЛ: Начало легенды 3D (Реж. версия)»                                                                                           | «Геракл: Начало легенды» | 9 июня 2014                   |
| 64     | «Черная Роза (ПОЛНЫЙ ОБЗОР)» | «Чёрная роза» | 23 июня 2014                  |
| 65     | «Скорый МОСКВА РОССИЯ (Дебют +100500)»                                                                                              | «Скорый «Москва — Россия»» | 7 июля 2014                   |
| 66     | «Конец (фильм про пенис)» | «Счастливый конец» | 21 июля 2014                  |
| 67     | «Щербаков меняет профессию (МОНСТРЫ 2)»                                                                                             | «С ума сойти!» | 11 августа 2014               |
| 68     | «Сибирское Воспитание (УРКИ, СТАЛИН, ДВА ЧИФИРА)»                                                                                   | «Сибирское воспитание» | 25 августа 2014               |
| 69     | «Синевир (ПЕРВЫЙ УКРАИНСКИЙ УЖАСТИК В 3D)»                                                                                          | «Синевир» | 8 сентября 2014               |
| 70     | «Мантикора (САМЫЙ БЕЗДАРНЫЙ ФИЛЬМ В МИРЕ)»                                                                                          | «Мантикора» | 29 сентября 2014              |
| 71     | «ДИВЕРГЕНТ (Голодные игры в Сумерках)»                                                                                              | «Дивергент» | 6 октября 2014                |
| 72     | «Корпоратив (КВН, НТВ, ТНТ и водка)»                                                                                                | «Корпоратив» | 27 октября 2014               |
| 73     | «Выпускной (Русский пирог с ягой)»                                                                                                  | «Выпускной» | 10 ноября 2014                |
| 74     | «Рождённый Американцем (USA vs USSR)»                                                                                               | «Рождённый американцем» | 24 ноября 2014                |
| 75     | «ГОЛОДНЫЕ ИГРЫ (РЕЖ. версия) обзор»                                                                                                 | «Голодные игры» | 10 декабря 2014               |
| 76     | «Один дома 5: Праздничное ограбление»                                                                                               | «Один дома 5: Праздничное ограбление» | 16 декабря 2014               |
| 77     | «СТРАНА ХОРОШИХ ДЕТОЧЕК» | «Страна хороших деточек» | 5 января 2015                 |
| 78     | «ГОРЬКО 2 (Особенности национальных похорон)»                                                                                       | «Горько! 2» | 27 января 2015                |
| 79     | «ЛЕВИАФАН (обзор на фильм)» | «Левиафан» | 3 февраля 2015                |
| 80     | «Газгольдер (РЕЖ. версия)» | «Газгольдер: Фильм» | 23 февраля 2015               |
| 81     | «Территория ДНА (физрук против инопланетян)»                                                                                        | «Территория Джа» | 16 марта 2015                 |
| 82     | «Женские НЕУДЕРЖИМЫЕ: Миссия Казахстан»                                                                                             | «Наёмницы» | 13 апреля 2015                |
| 83     | «Пятьдесят оттенков серого (РЕЖ. ВЕРСИЯ)»                                                                                           | «Пятьдесят оттенков серого» | 27 апреля 2015                |
| 84     | «Служу Советскому Союзу (Правда от НТВшников)»                                                                                      | «Служу Советскому Союзу!» | 15 мая 2015                   |
| 85     | «МСТЮНЫ (Российские Мстители) реж. версия»                                                                                          | «Неуловимые» | 25 мая 2015                   |
| 86     | «ЖЕНЩИНЫ ПРОТИВ МУЖЧИН (Половые войны)»                                                                                             | «Женщины против мужчин» | 8 июня 2015                   |
| 87     | «ИНСУРГЕНТ (Сойка в лабиринте сумерек)»                                                                                             | «Дивергент, глава 2: Инсургент» | 5 ноября 2015                 |
| 88     | «Кавказская Пленница 2 (МЕРЗКИЙ РЕМЕЙК)»                                                                                            | «Кавказская пленница!» | 14 ноября 2015                |
| 89     | «ТЕРМИНАТОР 5 Генезис (РЕЖ. версия)»                                                                                                | «Терминатор: Генезис» | 1 декабря 2015                |
| 90     | «7 Главных Желаний (РЕЖ. ВЕРСИЯ ОБЗОРА)»                                                                                            | «7 главных желаний» | 8 января 2016                 |
| 91     | «ВОИН (российский ремейк фильма WARRIOR)»                                                                                           | «Воин» | 16 февраля 2016               |
| 92     | «Самый Лучший День (ГОРЬКО 3)» | «Самый лучший день» | 17 марта 2016                 |
| 93     | «РАЗБОРКА В МАНИЛЕ (реж. версия обзора)»                                                                                            | «Разборка в Маниле» | 24 мая 2016                   |
| 94     | «СуперБобровы (реж. версия)» | «СуперБобровы» | 24 июня 2016                  |
| 95     | «Дивергент: За стеной (Аллигент) реж. версия»                                                                                       | «Дивергент, глава 3: За стеной» | 14 июля 2016                  |
| 96     | «МСТЮНЫ 2 Эра Дебилизма (РЕЖ. Версия)»                                                                                              | «Неуловимые: Последний герой» | 8 сентября 2016               |
| 97     | «Одноклассницы: шаболды наносят ответный удар.»                                                                                     | «Одноклассницы» | 16 сентября 2016              |
| 98     | «Дети против Волшебников (РПЦ против Гарри Поттера)»                                                                                | «Дети против волшебников» | 27 сентября 2016              |
| 99     | «Ночные Стражи (наш ответ фильму Люди в чёрном)»                                                                                    | «Ночные стражи» | 13 октября 2016               |
| 100    | «ДИЗЛАЙК (Дебют Маши Вэй)» | «Дизлайк» | 31 октября 2016               |
| 101    | «Маршрут построен (Форсаж звонка)»                                                                                                  | «Маршрут построен» | 16 ноября 2016                |
| 102    | «Страна Чудес (Новогодний Квартет И)»                                                                                               | «Страна чудес» | 6 декабря 2016                |
| 103    | «SOS Дед мороз (Русский плохой Санта)»                                                                                              | «SOS, Дед Мороз, или Всё сбудется!» | 21 декабря 2016               |
| 104    | «Взломать блогеров (ИванГай, Марьяна Ро, Саша Спилберг - Дебют в кино)»                                                             | «Взломать блогеров» | 19 января 2017                |
| 105    | «Невский: НАЧАЛО (Красный Змей)» | «Красный змей» | 27 февраля 2017               |
| 106    | «ПРИТЯЖЕНИЕ (ЧУЖОЙ против ГОПНИКА)»                                                                                                 | «Притяжение» | 21 марта 2017                 |
| 107    | «ЗАЩИТНИКИ (НАШ ответ Мстителям)»                                                                                                   | «Защитники» | 18 апреля 2017                |
| 108    | «ВИКИНГ (Самый дорогой фильм в истории России)»                                                                                     | «Викинг» | 6 мая 2017                    |
| 109    | «ТАНЦЫ НАСМЕРТЬ (Безумный Макс в Сумерках)»                                                                                         | «Танцы насмерть» | 1 июня 2017                   |
| 110    | «Повелители снов (САМЫЙ ЁБ@НУТЫЙ ФИЛЬМ) [Наше «НАЧАЛО»]»                                                                            | «Повелители снов» | 14 июня 2017                  |
| 111    | «СПАСТИ ПУШКИНА (Back to the Pushkin)»                                                                                              | «Спасти Пушкина» | 17 августа 2017               |
| 112    | «ЧУЖОЙ: Завет (Alien Vs. Дебилы)»                                                                                                   | «Чужой: Завет» | 4 сентября 2017               |
| 113115 | «Бабушка лёгкого поведения (Гитлер Капут и Ржевский против Наполеона)»                                                              | «Бабушка лёгкого поведения» «Гитлер капут!» «Ржевский против Наполеона» | 10 ноября 2017                |
| 116    | «Крым (#ФильмНаш)» | «Крым» | 10 декабря 2017               |
| 117    | «Ёлки 5 (Новогодний обзор)» | «Ёлки 5» | 31 декабря 2017               |
| 118    | «МАКСИМАЛЬНЫЙ УДАР (Час пик Невского)»                                                                                              | «Максимальный удар» | 7 февраля 2018                |
| 119    | «За гранью реальности (Russian X-MEN или 11 друзей Мединского)»                                                                     | «За гранью реальности» | 3 мая 2018                    |
| 120    | «Движение Вверх (Плагиат или великая правда?)»                                                                                      | «Движение вверх» | 30 мая 2018                   |
| 121    | «Красный Воробей (RUSSIAN Pataskyshka vs. USA)»                                                                                     | «Красный воробей» | 12 июля 2018                  |
| 122    | «Фото на память (РУССКИЙ ПУНКТ НАЗНАЧЕНИЯ)»                                                                                         | «Фото на память» | 4 августа 2018                |
| 123    | «ЧЕРНОВИК (наш Доктор Стрэндж по Лукьяненко)»                                                                                       | «Черновик» | 13 октября 2018               |
| 124    | «ВРЕМЕННЫЕ ТРУДНОСТИ (Охлобыстин против Инвалидов)»                                                                                 | «Временные трудности» | 24 ноября 2018                |
| 125    | «Ёлки 666 (НОВЫЙ ГОД В АДУ)» | «Ёлки новые» | 28 декабря 2018               |
| 126    | «Дед Мороз БИТВА МАГОВ (отмороженное фэнтази)»                                                                                      | «Дед Мороз. Битва магов» | 7 января 2019                 |
| 127    | «Газгольдер 2 КЛУБАРЕ (Баста возвращается)»                                                                                         | «Клубаре» | 15 февраля 2019               |
| 128    | «НА РАЙОНЕ (Козловский и его РЕАЛЬНЫЕ ПАЦАНЫ)»                                                                                      | «На районе» | 18 марта 2019                 |
| 129    | «Т-34 (Притяжение нацистов)» | «Т-34» | 9 мая 2019                    |
| 130131 | «Миллиард (#НахерМстителей) и Бабушка лёгкого поведения 2»                                                                          | «Миллиард» «Бабушка лёгкого поведения 2. Престарелые мстители» | 26 июля 2019                  |
| 132    | «БРАТСТВО (Брат, братан, братишка)»                                                                                                 | «Братство» | 20 сентября 2019              |
| 133135 | «#КрымНАШ #МарсНаш #MarvelНаш (трилогия бреда)»                                                                                     | «Только не они» «Пришелец» «Крымский мост. Сделано с любовью!» | 26 ноября 2019                |
| 136    | «Конченные ЁЛКИ (новогодний Ургант и Светлаков)»                                                                                    | «Ёлки последние» | 30 декабря 2019               |
| 137    | «Терминатор 6 ТЁМНЫЕ СУДЬБЫ (Hasta la vista сексисты)»                                                                              | «Терминатор: Тёмные судьбы» | 11 марта 2020                 |
| 138    | «НЕидеальный Мужчина (дебют Егора Крида в кино)»                                                                                    | «(Не)идеальный мужчина» | 13 апреля 2020                |
| 139    | «На Париж (#СпасибоДедуЗаШалаву)»                                                                                                   | «На Париж» | 9 мая 2020                    |
| 140    | «Союз Спасения (ПРОТЕСТ НА КОЛЕНЯХ от 1 канала)»                                                                                    | «Союз спасения» | 14 августа 2020               |
| 141    | «Вратарь галактики (НАШ ОТВЕТ Стражам и Мстителям за 1 млрд рублей)»                                                                | «Вратарь Галактики» | 1 декабря 2020                |
| 142    | «Полицейский с рублёвки (НОВОГОДНИЙ БЕСПРЕДЕЛ - новые Ёлки)»                                                                        | «Полицейский с Рублёвки. Новогодний беспредел 2» | 30 декабря 2020               |
| 143    | «Непосредственно Каха (НОВЫЙ ШУРИК)»                                                                                                | «Непосредственно Каха» | 4 марта 2021                  |
| 144    | «ЗОЯ (Спасение рядового ИИСУСА)» | «Зоя» | 8 июня 2021                   |
| 145    | «Чернобыль (РОССИЙСКИЙ ОТВЕТ HBO)»                                                                                                  | «Чернобыль» | 21 сентября 2021              |
| 146148 | «РЕМЕЙК Один дома, Ирония судьбы 3 и новогодний ад»                                                                                 | «Я люблю Новый год» «Один дома» «Новогодний ремонт» | 31 декабря 2021               |
| 149151 | «Российская vs. Украинская пропаганда в кино»                                                                                       | «Русский характер» «Гвардия» «Военный корреспондент» | 16 июля 2022                  |
| 152    | «МАТРИЦА 4 ВОСКРЕШЕНИЕ» | «Матрица: Воскрешение» | 11 октября 2022               |
| 153    | «Ёлки ВЕЧНЫЕ» | «Ёлки 8» | 31 декабря 2022               |
| 154    | «НАПАДЕНИЕ На Рио Браво» | «Нападение на Рио Браво» | 18 марта 2023                 |
| 155    | «В бой идут одни экстрасенсы (Ильин и Мединский против нацистов)»                                                                   | «Мария. Спасти Москву» | 11 августа 2023               |
| 156    | «Чук и Гек: слово Санты (наш ответ FNAF)»                                                                                           | «Чук и Гек. Большое приключение» | 31 декабря 2023               |
| 157158 | «ВЫЗОВ (воры и проститутки)» | «Вызов» «Воры и проститутки» | 26 мая 2024                   |
| 159    | «Русские ЭМО СУМЕРКИ (твой личный сорт кринжа)»                                                                                     | «Самая большая луна» | 26 октября 2024               |
| 160173 | «ПОСМОТРЕЛ ВСЕ СКАЗКИ (Волшебник изумрудного города, Бременские, Летучий корабль итд)»                                              | «Летучий корабль» «Бременские музыканты» «Чебурашка» «Возвращение попугая Кеши» «Домовёнок Кузя» «Красная Шапочка» «Хоттабыч» «Волшебный участок» «Книга мастеров» «Последний богатырь» «По щучьему велению» «Огниво» «Василиса и хранители времени» «Волшебник Изумрудного города. Дорога из жёлтого кирпича» | 3 июля 2025                   |

## Фильмография
| Год  |     | Русское название                         | Оригинальное название | Роль                                                |
| ---- | --- | ---------------------------------------- | --------------------- | --------------------------------------------------- |
| 2012 | вс  | Ниндзя в деле                            | Ninja in Action       |                                                     |
| 2014 | ф   | Хотел бы я быть здесь                    | Wish I Was Here       | Эйден Блум                                          |
| 2014 | ф   | Бивень                                   | Tusk                  | Тедди Крафт                                         |
| 2015 | ф   | Хардкор                                  | Hardcore Henry        | киборг, которого Генри бросает на электроограждение |
| 2016 | мф  | Полный расколбас                         | Sausage Party         | Жвач                                                |
| 2016 | ф   | Пятница                                  | —                     | камео                                               |
| 2020 | ки  |                                          | Cyberpunk 2077        | Тед Фокс                                            |
| 2021 | кор | RUSSIAN SPACETRAIN // РУССКИЙ КОСМОПОЕЗД | —                     | пассажир космопоезда                                |
| 2024 | ф   | Майор Гром: Игра                         | —                     | камео                                               |

## Награды и признание
| Год  | Премия                          | Номинация         | Результат |
| ---- | ------------------------------- | ----------------- | --------- |
| 2018 | Glamour Influencers Awards 2018 | #glam_youtube     | Номинация |
| 2022 | Romir Influence Ranking         | Инфлюенсер-блогер | 8-е место |

### Интервью
- BadComedian – о Бондарчуке, Саше Грей и 10 лучших русских фильмах (Youtube-канал «вДудь» — Юрия Дудя; 10 мая 2017)
- BadComedian о предложении Кате Клэп, блокировках YouTube, Чернобыле, Козловском и Пивоварове (Youtube-канал «А поговорить?» — Ирины Шихман; 10 октября 2021)